# Itorero
Itorero (au pluriel amatorero) est un mot rwandais qui désigne une troupe de danse[pertinence contestée] de style traditionnel. C'est au sein des amatorero que les jeunes nobles du Rwanda précolonial s'initiaient au maniement des armes et développaient leurs talents d'orateur, de stratège et de meneur d'hommes. Actuellement, les arts martiaux ont complètement disparu du "curriculum" et l'itorero n'est plus qu'un lieu d'apprentissage de la musique rwandaise. À ce jour, le Rwanda compte encore de nombreux amatorero, le plus célèbre de ces ensembles est sans doute le Ballet national rwandais Urukerereza, qui est lui-même un "super-ensemble" puisque ses membres sont issus d'une sélection nationale.
Le gouvernement de Paul Kagame utilise l'Itorero pour la formation idéologique au Rwanda et parmi la diaspora rwandaise dans le monde entier.